# グンデストルップの大釜

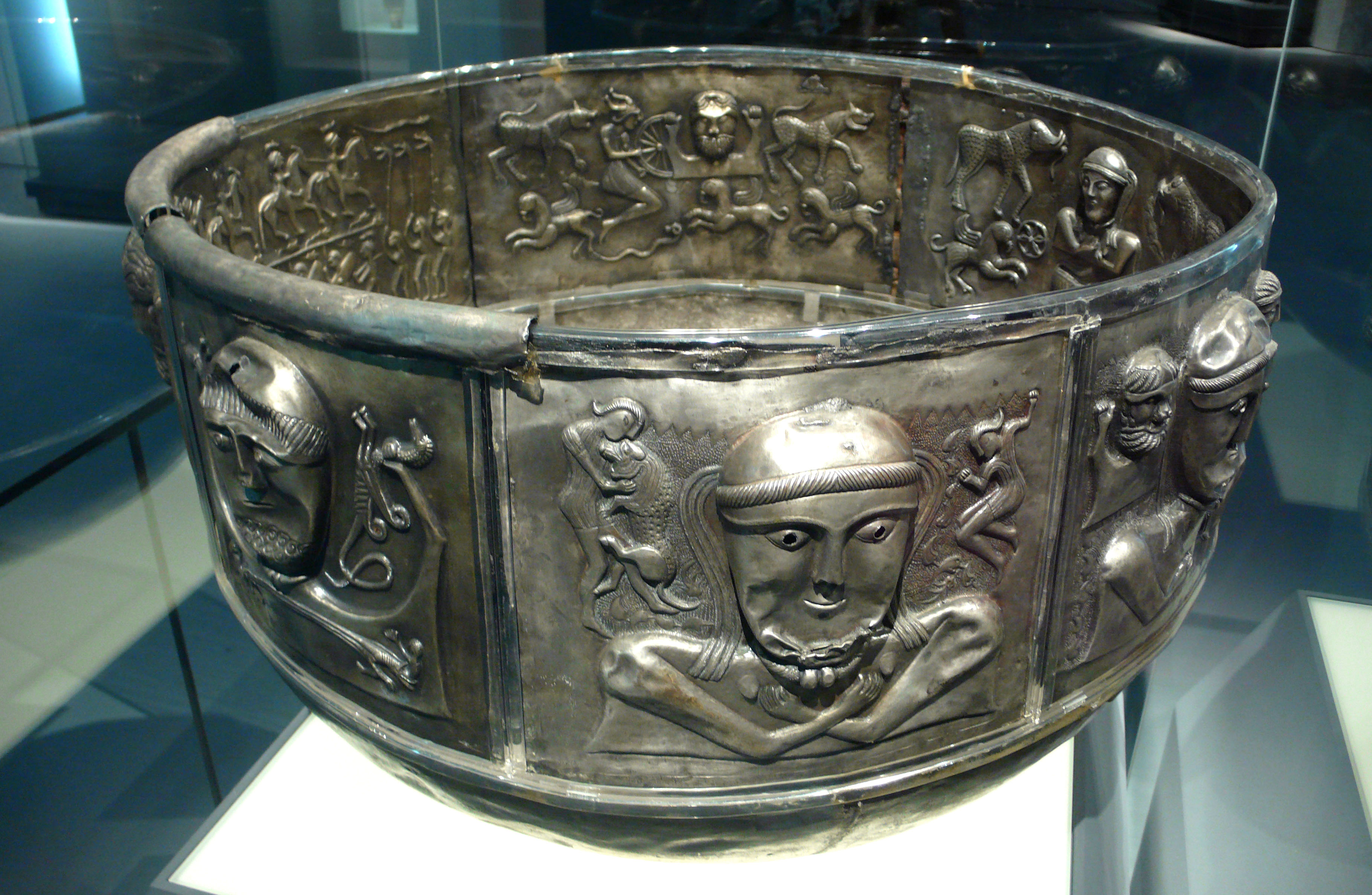
グンデストルップの大釜

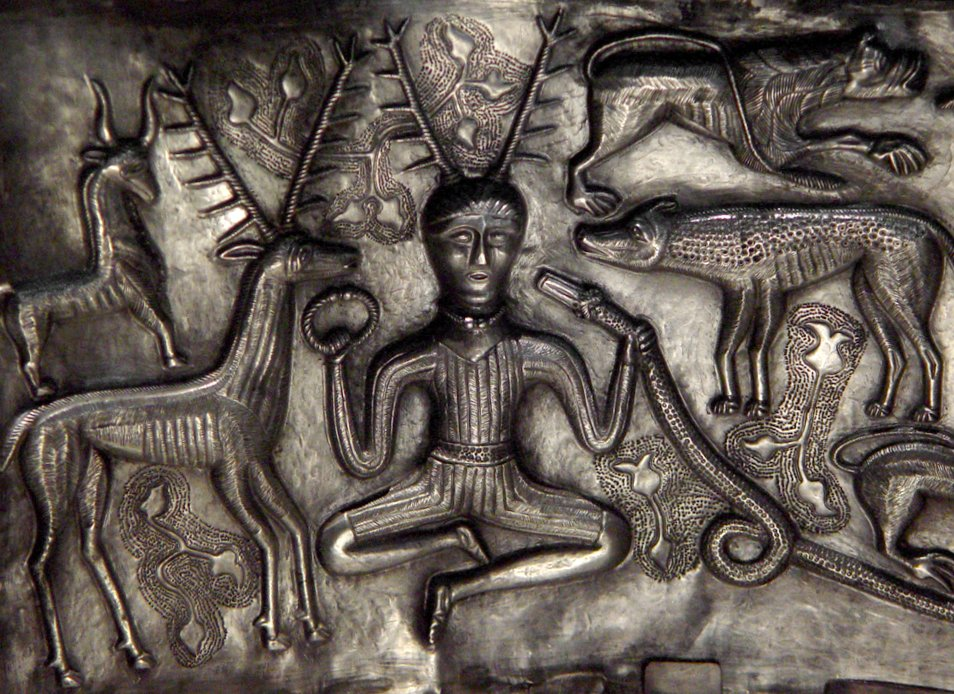
プレート A の枝角像の図

グンデストルップの大釜（グンデストルップのおおがま、Gundestrup cauldron）は装飾がふんだんに施された銀器で、紀元前1世紀のラ・テーヌ文化後期のものとされている遺物である。1891年、デンマークの北ユラン地域のAarsという町のグンデストルップという集落に近い泥炭沼(北緯56度49分 東経9度33分 / 北緯56.817度 東経9.550度)で見つかった。現在はコペンハーゲンのデンマーク国立博物館にある。
グンデストルップの大釜はヨーロッパの鉄器時代の銀器としては最大（直径69cm、高さ42cm）で、様式や細工の出来映えからトラキア人が作ったものではないかと示唆される一方、施された彫像からケルト人の制作したものだとする見方もある。今もトラキアかケルトかという議論が続いている。Taylor (1991) はインドの図像研究から、インドの影響が見られるとしてトラキア起源説を示唆した。

## 発見
1891年5月28日、グンデストルップのレーヴ湿地と呼ばれる泥炭沼で泥炭の切り出しを行っていた者が発見した。デンマーク政府は発見者らに高額の報酬を支払ったが、後に報酬の分配で内輪もめを起こした。発見したときは壊された状態で、5枚の長い長方形のプレート、7枚の短い長方形のプレート、1枚の丸いプレート（底のプレート）、2本の管の断片が丸い底部分の中に積み重ねられていた。周辺の泥炭を形成している古植物学的調査により、大釜がここに置かれたとき土地が乾燥していたことがわかった。つまり泥炭はその後に徐々に積み重なっていったということになる。部品を積み重ねていたことから、この大釜を目立たないように隠そうとしたのではないかとされている。

## 構造
外側と内側の長方形のプレートのもともとの配置順は不明だが、内外のプレートを鋭いものが貫通したらしき跡が2箇所あるため、その部分についてはある程度の確信を持って配置できる。プレートにははんだ付けされた痕跡があるが、プレート同士は直接は接合せず、2センチメートルほどの現存しない金属片を間に挟んでいたと思われるため、どのプレートが隣合っていたかを照合する手がかりにはならない。もともと8枚あった外側のプレートのうち1枚は欠落している。丸い「底板」は本来は馬の額金 (phalera) 、あるいは頭絡（とうらく）の飾りだったもので、一般に穴が開いた底の修理のため、制作よりも後にはんだ付けして追加されたと考えられている。別の説では、この額金は大釜の一部ではなく、木製のカバーの装飾の一部だったとしている。この大釜は複数回修理した痕跡があり、分解して再度組み立てた可能性もあるが、修理した者は本来の制作者よりも腕が劣っている。
プレートの銀細工は熟練しており、底部にあたる直径約70cmの鉢は1つの銀の延べ板を叩いて作っている。各プレートのレリーフは、高く打ち出すために銀の薄い板を焼きなまし、大まかに形を打ち出した後、打ち出しや描線などの細部の加工を施すために裏側から樹脂を詰めてしっかりと固定した。樹脂は最後に溶かして除去した。模様部分にはめっきが施され、大きな像の目にはおそらくガラスがはめ込まれていた。プレートは細工が施されている間は平らだったものが、はんだ付けする際に曲げられたと見られている。
Benner Larsonは走査型電子顕微鏡を使って調査し、レリーフの制作に15種類のポンチが使われており、それらが3種類に分類できることを確認した。個々のプレートからは1つのグループに属するポンチの打刻痕しか見られず、これは少なくとも3人の銀細工師が制作に関わった証拠とされており、様式からの作者を特定する検査の結果とも一致している。
プレートには磨耗と屈曲の痕跡が見られるが、これは繋ぎ目から強制的に引きちぎられたのだろうということで意見がほぼ一致している。また、磨耗の一部からは初期のプレートの配置や、発見以前に組み直されたらしいことが示唆されている。

## 起源
この大釜に描かれた像はケルトの神々だと長年解釈されてきた。プレートAの枝角のある像は一般にケルヌンノスだとされ、プレートCの割れた車輪を持つ像は不確かであるがタラニスではないかといわれている。他の多くの像については意見が一致していない。プレートBにはゾウが描かれているが、ケルト説を採用する者はこれをハンニバルのアルプス越えを表したものだとすることもある。
この大釜で使われている銀細工の技法はケルト世界では知られていないものだが、トラキア人はこのような銀の板を細工する技法を持っていた。描かれている光景を明らかにトラキア風だと断定することはできないが、構成や装飾の主題や描かれているアイテム（ケルヌンノスとされている像に見える靴紐など）などの要素の一部はトラキア風である。
当時の銀器は通常多数の銀貨を溶かして作られたため、様々な銀山の銀が混じっており、大釜の銀を同位体分析しても鉱山を特定できない。多数の銀貨を原料として使っていることは、重量を注意深く分析することである程度確定された。大釜を組み立てた状態の総重量は9,445グラムであり、底のボウル部分のみでは4,255グラムある。これは1枚の重量が5.67グラムあるペルシャ（アケメネス朝）の siglos 銀貨のほぼ整数倍になっている。計算によれば全部で1,666枚、ボウル部分だけでは750枚の銀貨が使われたことになる。トラキアではペルシャの重量単位を使っていたため、これはトラキア起源説の裏付けるものになっている。同様に後から追加されたと見られる丸い額金だった底のプレートもトラキア産と推定される。

## 描写

### 底のプレート
丸い底のプレートには雄牛が描かれており、その背中の上方に剣を振るう女性像と、2匹の犬がそれぞれ雄牛の頭の上と蹄の下にいる。

### 外側のプレート群
外側の7枚のプレートにはそれぞれ1体の胸像が描かれている。そのうち4枚 (a, b, c, d) は髭をたくわえた男性像、残る3枚は女性像である。
- プレート a の髭のある人物は、両手に小さな人物像を掴んでいる。さらにその2人が上に手を伸ばし豚を持っている。その2人の足元（大きな人物の肩の上）には、左に犬、右に翼のある馬が描かれている。
- プレート b に描かれた神は両手にタツノオトシゴかドラゴンと思われるものを掴んでいる。ケルト説ではこれを海神マナナン・マクリルと解釈している。
- プレート c では、男性像が何も持っていないこぶしを持ち上げている。その右肩の上にはボクシングのようなポーズの人物、左肩の上には騎乗した小さな人物とその上で飛び跳ねている人物が描かれている。
- プレート d では、髭のある人物が両手でそれぞれ牡鹿の後脚をおさえている。
- プレート e の女性像には、両側に小さな男性の胸像が描かれている。
- プレート f の女性像は右手を挙げて鳥を持っている。左手は水平で、仰向けになった犬と人物を支えている。頭の両側に猛禽が配置されている。右側に小さな女性像があり、中央の大きな女性像の髪を編んでいる。
- プレート g の女性像は腕を胸のところで交差させている。右肩の上にはライオンと戦う男性が描かれている、左肩の上にはプレート c と似た飛び跳ねる人物像が描かれている。

### 内側のプレート群

#### プレート A: 枝角像

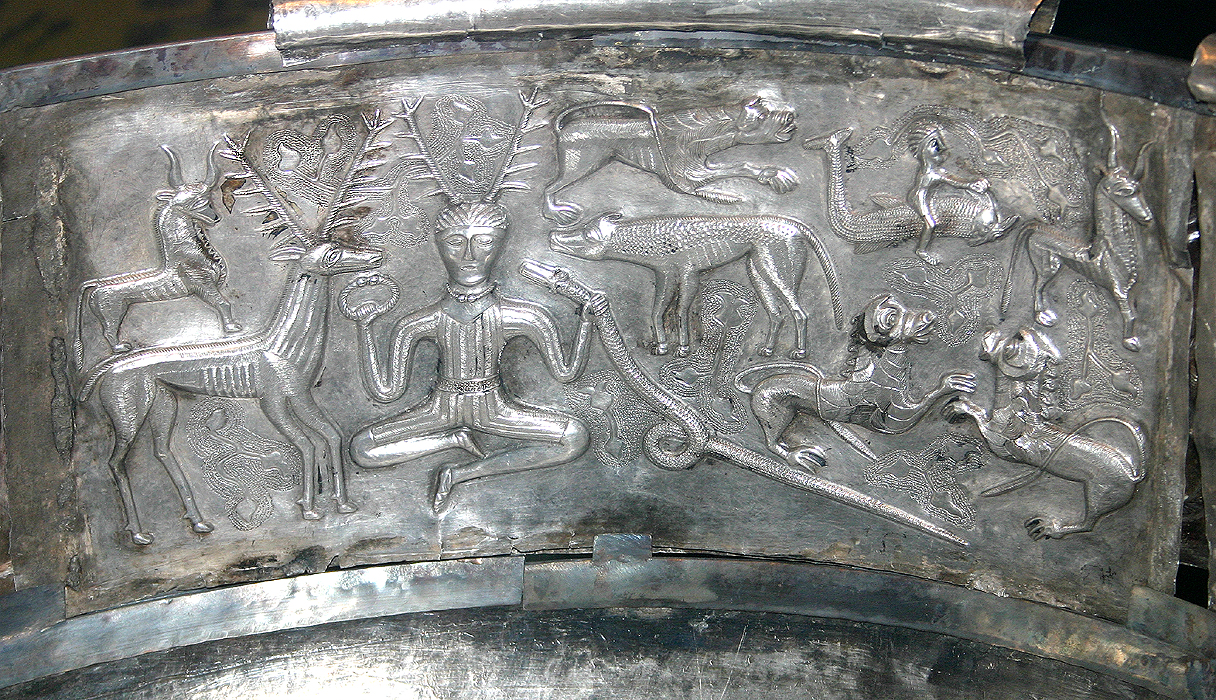
プレート A

プレートAの中央には、枝角のある男性の座像がある。右手にはトルクを持ち、左手には角のあるヘビの頭を握っている。その左には人物像と酷似した枝角を持つ牡鹿が描かれている。他には、犬、ネコ科の動物、ウシの仲間、ゾウ、魚またはイルカに乗った人物などが周りを取り囲んでいる。インダス川流域で、これとよく似た光景を描いた封印が見つかっている。ケルト起源説をとる場合、この人物像をケルヌンノスとすることが多く、稀にメルクリウスとすることもある。
1928年の著書 Buddhism in Pre-Christian Britain で Donald Alexander Mackenzie は、この図が仏教に基づくもので、西方を守護する広目天（ヴィルーパークシャ）だとする説を提案した。

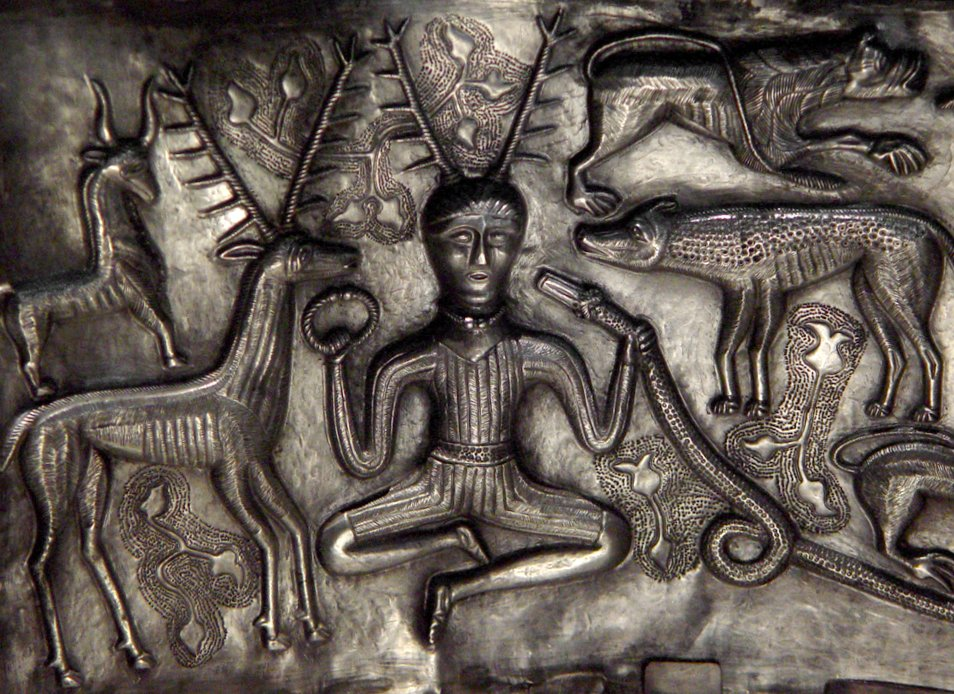
プレートAの詳細 - ケルヌンノス
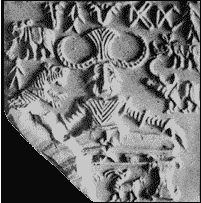
モヘンジョダロで出土した封印 - パシュパティ（獣の王）

#### プレート B: 女性像と車輪
プレートBには女性の胸像が描かれており、両側に6本スポークの車輪が配置され、2頭のゾウのような生き物や2頭のグリフォンといった神話上の動物が周囲に描かれている。胸像の下には大型の猟犬が描かれている。

#### プレート C: 割れた車輪

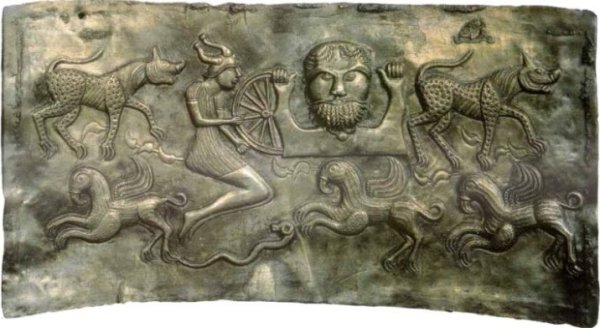
プレート C: 割れた車輪

プレートCには髭のある人物が描かれており、割れた車輪を持っている。角のあるヘルメットを被った飛び跳ねたポーズの人物も車輪の縁を持っている。飛び跳ねている人物の下には角のあるヘビが描かれている。周囲にはグリフォンなどの生き物が描かれており、その一部はフレートBに描かれているものに似ている。車輪のスポークは等間隔ではないが、下半分の描き方から全部で12本のスポークがあると推定される。ケルト起源説では中央の人物像をダグザだとしている。

#### プレート D: 雄牛狩り
プレートDは雄牛を狩る光景を描いている。3頭の雄牛が右を向いて一列に並んでいる。それぞれの雄牛に男が剣で襲いかかろうとしている。雄牛の下には左向きに走っている犬が描かれ、牛の背中の上にも左に向かって走っている犬が描かれている。

#### プレート E: 戦士と大釜

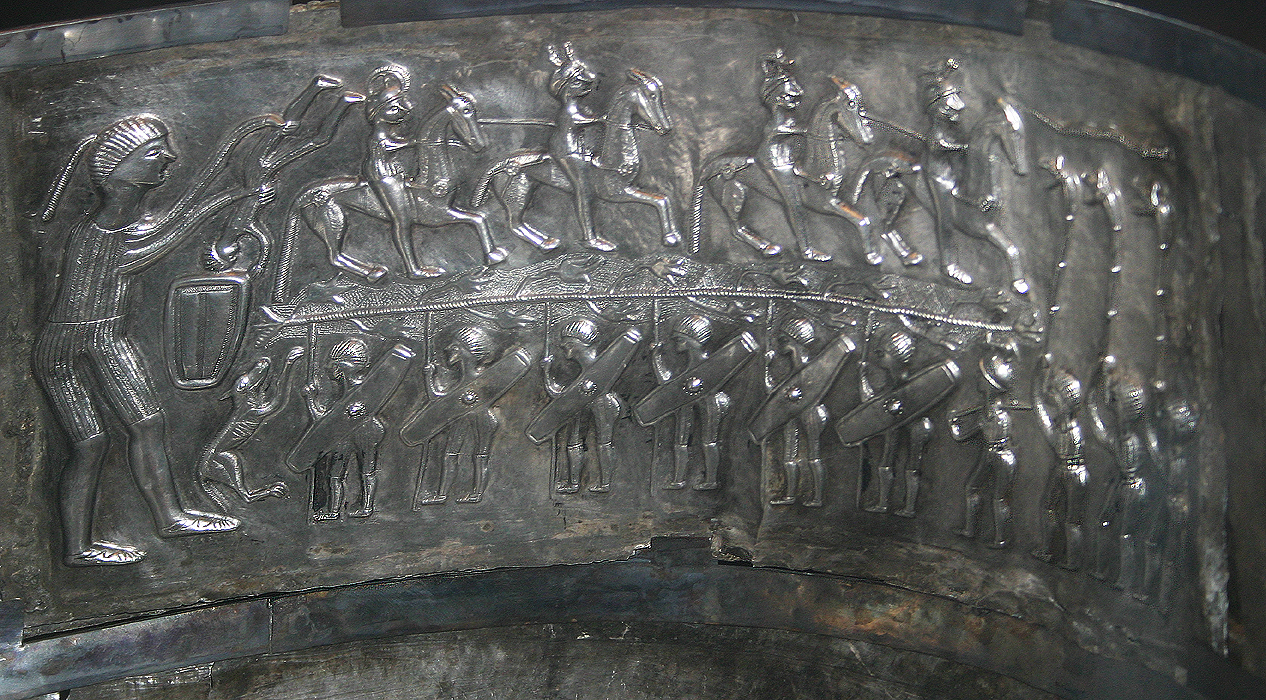
プレート E: 戦士と大釜

下半分には槍と盾で武装した戦士が一列に並んでいて、最後尾にカルニュクスを吹く者がいて、全体に左に行進している。左端には大きな人物が描かれていて、小さい人物を大釜に浸そうとしている。上半分には騎乗した戦士が逆に大釜から離れる方向に向かっている。

## 解釈
グンデストルップの大釜は、ヨーロッパ鉄器時代のものとしては現存する最大の銀細工である。
ケルトや北西ヨーロッパには銀の板金の彫金技術があったことは知られていないが、この大釜の装飾はケルト神話の神々や儀式を描いたものだとされている。いくつかの人物の首にトルクがある点もケルト文化との繋がりを示唆している。
BergquistとTaylorは、トラキアの銀細工職人がケルト人であるスコルディスキ族の依頼を受けて制作し、紀元前120年にドナウ川中下流域に侵入したキンブリ族に奪われたとする説を唱えた。Olmstedは図像全体をアイルランド島の神話であるクーリーの牛争いを描いたものと解釈し、枝角のある人物はケルヌンノスではなくクー・フーリンだとした。
Timothy Taylor はトラキアの銀細工職人は（現代のロマに比肩されるような）放浪の民であり、それ自体が宗教儀礼でもある銀細工だけでなく、魔術や儀礼に長けていて、当時は東南ヨーロッパに住んでいたものの、自らをトラキア人と見なしてはいなかったとする説を提唱した。彼はさらに鉄器時代のユーラシア全土に広がったことがわかっているスキタイのEnareesのように、彼らが女性化（去勢）した男性のカーストで、神官や予言者を務めたのではないかとしている。グンデストルップの大釜に描かれたケルヌンノスとされる人物には髭がないが、他の男性像には全て髭がある。これによく似たモヘンジョダロで出土した図像も男性器があるが女性の服装をしており、姿勢もヨガのようであり、性的エネルギーをインドの魔術師カーストが使っていたことを示唆している。Taylorは、性別が不明な「ケルヌンノス」像はトラキアの銀細工師カーストにとって特に重要な神だったかもしれず、ユーラシア全土に広がり、その伝統がタントラ・ヨーガやシベリアのシャーマニズムに生き残っているのではないかと思索している。